# يو كاميا
يو كاميا (باليابانية: 榎宮祐) (بالبرتغالية: Yū Kamiya‏) هو كاتب ومانغاكا ورسام توضيحي ياباني وبرازيلي، ولد في 11 أكتوبر 1984 في أوبيرلانديا في البرازيل.

## وصلات خارجية
- الموقع الرسمي
- يو كاميا على موقع IMDb (الإنجليزية)
- يو كاميا على موقع قاعدة بيانات الفيلم (الإنجليزية)
- يو كاميا على موقع ANN person (الإنجليزية)